# Inhibiteur de la PDE5

Sildénafil (plus connu sous son nom commercial, Viagra), inhibiteur de la PDE5 prototypique

Un inhibiteur de la PDE5 est un médicament utilisé essentiellement dans la dysfonction érectile.

## Historique
Ils ont été étudiés dans les années 1990 comme médicaments contre l'angine de poitrine, l'érection étant alors un effet secondaire.

## Mode d'action
C'est une substance inhibant l'action de l'enzyme 3',5'-nucléotide cyclique phosphodiestérase (PDE5 ou « phosphodiestérase cGMP-spécifique de type 5 ») sur la guanosine monophosphate cyclique (GMPc) dans les cellules de muscle lisse bordant les vaisseaux sanguins alimentent notamment les corps caverneux du pénis. 

## Indications
Ces composés sont utilisés dans le traitement de la dysfonction érectile et furent les premiers traitements oraux effectifs de cette condition. 
Comme la PDE5 est aussi présente dans les muscles lisses de la paroi artérielle des poumons, ces composés ont aussi été étudiés dans le cadre du traitement de l'hypertension artérielle pulmonaire, une maladie des vaisseaux sanguins des poumons qui sont saturés de fluide, résultant en général d'une défaillance du ventricule droit du cœur.

## Effets secondaires
Ils provoquent une baisse modérée de la tension artérielle avec une accélération de la fréquence cardiaque, elle aussi modérée.

## Contre-indication
L'utilisation d'un inhibiteur de la PDE5 ne semble pas délétère chez le patient cardiaque, avec peut-être même un effet positif. Par contre, l'association avec un dérivé nitré est une contre-indication à ce type de médication, en raison de risque d'hypotension artérielle importante. Le risque de cette association reste cependant discuté, une étude ne montrant pas d'événement notable, une autre montrant une mortalité augmentée.

## Recherches
D'après une revue systématique, l'utilisation d'inhibiteur de la PDE5 chez les hommes avec ou sans maladie coronarienne connue, est associée à un risque plus faible d'évènements cardiovasculaires et de mortalité globale.

## Médicaments commercialisés
Ils différent par leur délai d'action et leur durée d'action. Certains sont utilisés uniquement dans la dysfonction érectile, d'autres, aussi dans l'hypertension artérielle pulmonaire.
- Sildénafil (Viagra),
- tadalafil (Cialis),
- Vardénafil (Levitra),
- avanafil